# Коло среће (ТВ серија)
Коло среће је српска теленовела, премијерно емитована од 2021. до 2022. године на телевизији Прва. Темељена је на португалској серији Golpe de Sorte.

## Радња
Ово је узбудљива прича у којој је главна јунакиња вредна и скромна жена која се бори са свим недаћама које носи живот самохране мајке двоје одрасле деце.
Растрзана између жеље да обезбеди новац за опстанак своје породице и бриге о укућанима, Мара Ракетић доживеће обрт какав се дешава реткима - постаће једна од најбогатијих особа у земљи.
Са Мариним богатством кренуће да се расплићу велике тајне и интриге које људи око ње имају, али највећа тајна је она коју Мара носи од ране младости.

## Улоге
| Глумци                 | Улоге                          |
| ---------------------- | ------------------------------ |
| Нела Михаиловић        | Мара Ракетић                   |
| Војислав Воја Брајовић | Мирослав Константиновић        |
| Горан Радаковић        | Љубомир Љуба Танасијевић       |
| Јадранка Селец         | Персида Танасијевић            |
| Никола Шурбановић      | Бојан Ракетић                  |
| Тамара Радовановић     | Гордана Гоца Ракетић           |
| Миленко Павлов         | Душан Јаковљевић               |
| Јелица Сретеновић      | Дара Јаковљевић                |
| Златко Ракоњац         | Коста Рашић/Петар Данилов      |
| Јелена Ракочевић       | Силвија Манојловић/Елена Матаћ |
| Ања Мит                | Лена Васиљевић/Зора Кузмановић |
| Јана Милић Илић        | Дрина Поповић                  |
| Дубравко Јовановић     | Божидар Божа Танасијевић       |
| Вјера Мујовић          | Симона Танасијевић             |
| Милош Ђуричић          | Филип Танасијевић              |
| Срна Ђенадић           | Јелисавета Јела Танасијевић    |
| Андреј Шепетковски     | др Андрија Новаковић           |
| Тијана Печенчић        | Тереза Новаковић               |
| Зоран Пајић            | Вероучитељ Огњен               |
| Љубинка Кларић         | Даница “Дана” Ристић           |
| Никола Малбаша         | Ђорђе Ристић                   |
| Љиљана Драгутиновић    | Калина Ристић                  |
| Иван Заблаћански       | Немања Спасић “Спаса”          |
| Иван Иванов            | Момчило Аџић                   |
| Јелена Пузић           | Нађа Љубеновић                 |
| Драгана Ђурђевић       | Вања Коцић                     |
| Ивана Аџић             | Каћа Лазаревић                 |
| Душан Каличанин        | Виктор Драгић “Вики Масаж”     |
| Јована Јелић           | Бранислава Живановић           |
| Бранко Видаковић       | Владимир Берић                 |
| Наташа Лучанин         | Јованка Берић                  |
| Бранка Шелић           | Роса Кекезовић                 |
| Бојан Кривокапић       | детектив Продановић            |
| Игор Дамњановић        | Инспектор Гаврило              |
| Милорад Дамјановић     | Јанићије Брка Дивљак           |
| Ђорђе Драгићевић       | Небојша Јанковић/Марко         |
| Душан Ашковић          | Радојица Милосављевић          |
| Мирјана Ђурђевић       | Илда Гаџевић                   |
| Борис Постовник        | Ненад Аврамовић                |
| Миодраг Ракочевић      | професор Никша Јовић           |
| Лора Орловић           | Снежана Васиљевић              |
| Љиљана Јакшић          | Спасина мајка/Др Бобан         |
| Татјана Бокан          | Ана                            |
| Александра Цуцић       | Лепосава Коцић                 |
| Владимир Керкез        | детектив Здравко Ратковић      |
| Јелена Косара          | Биљана Антић                   |
| Дара Ранчић            | Рада Антић                     |
| Фуад Табучић           | Градимир Антић                 |
| Александра Белошевић   | Тијана                         |
| Марко Јовичић          | хакер Кртица                   |
| Милан Пајић            | киднапер                       |
| Марта Богосављевић     | Млада Мара                     |
|                        | Млади Љуба                     |

## Епизоде
| Сезона | Сезона | Епизоде | Епизоде | Оригинално емитовање | Оригинално емитовање |
| Сезона | Сезона | Епизоде | Епизоде | Премијера            | Финале               |
| ------ | ------ | ------- | ------- | -------------------- | -------------------- |
|        | 1.     | 217     | 217     | 6. септембар 2021.   | 8. јул 2022.         |

## Занимљивости
- Иако је за ривала имала сапуницу Игру судбине која се емитовала на истој телевизији и имала велику гледаност, теленовела се често налазила међу десет нагледанијих садржаја у току дана. Овај успех није успела да понови теленовела Од јутра до сутра која се често налазила тек испод петнаестог места по гледаности. Потом је уследило гашење продукције Смарт медиа.
- Прва је у потпуности поставила серију на свој јутјуб канал Прва Серије, где је гледаоци у Србији могу гледати потпуно бесплатно. Често се репризира и на каналу Б92.
- Серија има двадесет и једну епизоду мање него португалски оригинал по чијој лиценци је рађена.
- Лик Огњена који тумачи Зоран Пајић у португалској верзији је католички поп у целибату. Његов лик је адаптиран у вероучитеља који има проблематичну прошлост са девојкама и због тога му је тешко да ступи у везу са новом женом.
- Иако је Војислав Брајовић најављен као део сталне глумачке екипе, он се до краја серије појавио само као специјални гост у пет епизода. Ово је уједно и његов други наступ у српским теленовелама након кратке улоге у серији Династија. Потом је уследио кратки ангажман и у дуговечној сапуници Игра судбине у нешто више од двадесет епизода.
- Прва улога за Тијану Печенчић у српским теленовелама након што је играла у две познате хрватске теленовеле Куд пукло да пукло и На граници.
- Прва улога за Миленка Павлова у српским теленовелама, иначе ветерана који је глумио у породичним серијама Синише Павића и које су често окарактерисане као мешавина сапунице и комедије.